# Piec cementowy
Piec cementowy (właściwie: cementowy piec obrotowy), to urządzenie służące do wyrobu klinkieru cementowego (półproduktu w produkcji cementu). 

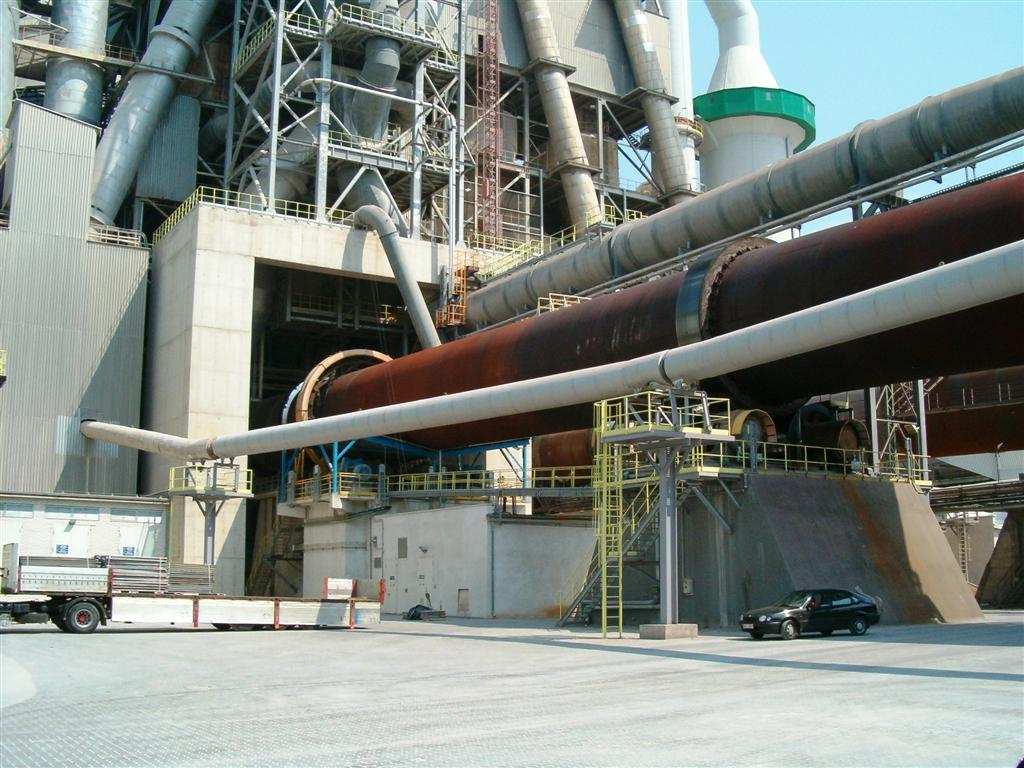
Piec obrotowy na terenie cementowni.

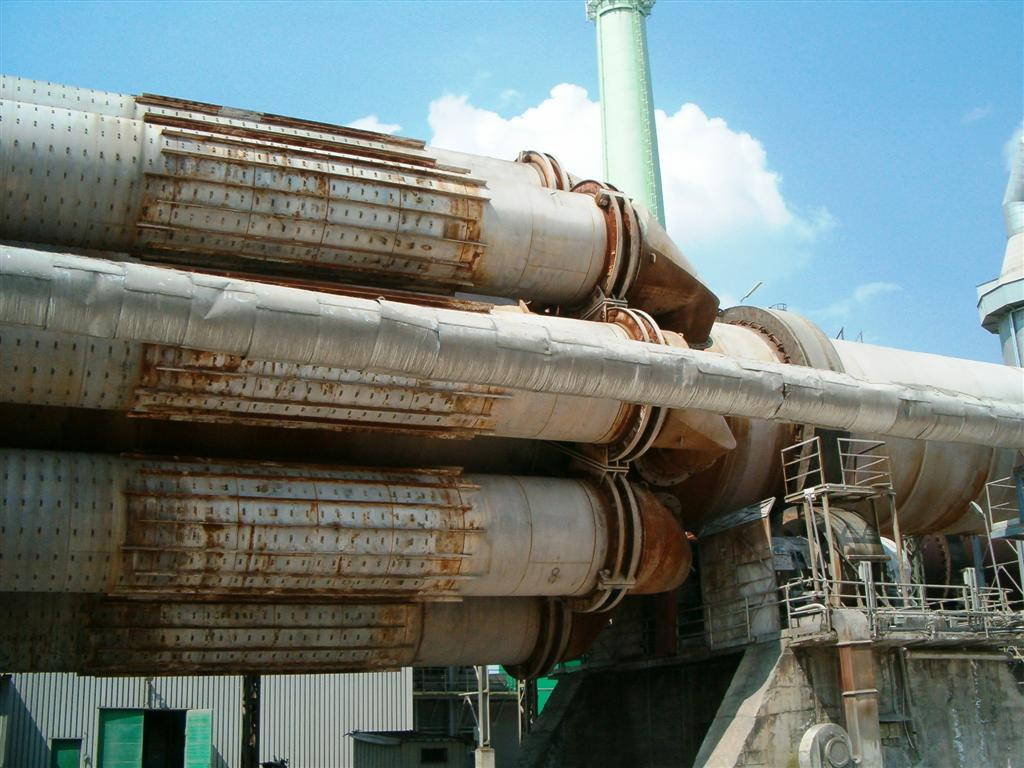
Chłodniki planetarne.

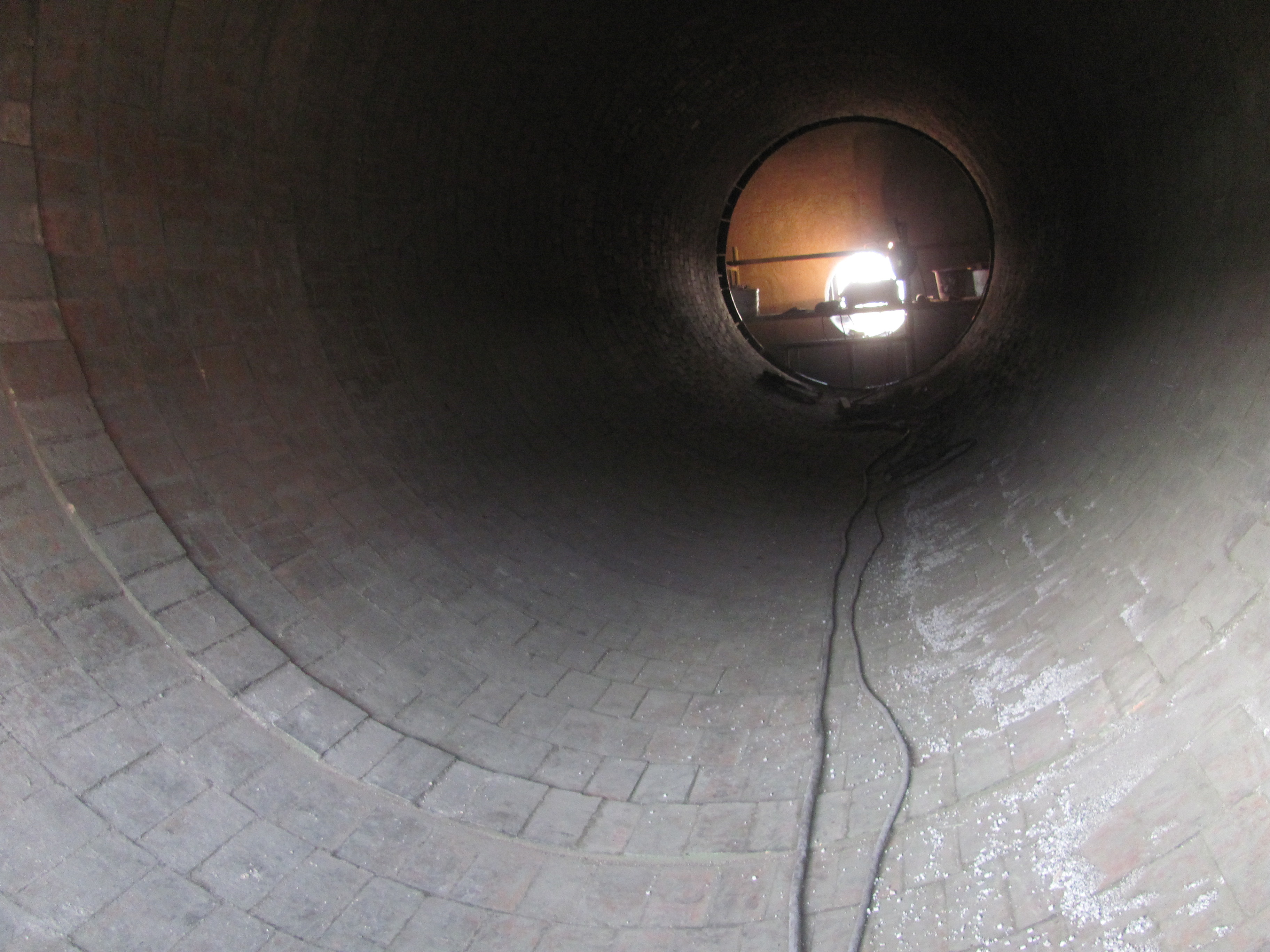
Wnętrze pieca obrotowego do termicznego przekształcania (spalania) odpadów niebezpiecznych.

Wielkość pieca zależy od metody przygotowania wsadu; ma 30 - 60 m przy metodzie suchej przygotowania wsadu i 80 - 150 m długości przy metodzie mokrej, przy średnicy około 2,5 - 3,5 m. Nachylony jest do poziomu pod kątem 2° - 5° tak, by podczas jego obrotów (około 2 - 5 na minutę) materiał przesuwał się stopniowo od zasypu do wylotu znajdującego się przy niżej położonym końcu. Surowce przesuwają się zwykle z taką szybkością, że cały proces trwa 2 - 3 godziny.
Piece obrotowe w Polsce opalane są głównie pyłem węglowym, przygotowanym z miału węglowego, wysuszonego i zmielonego w specjalnych młynach. Dmuchawa wdmuchuje pył węglowy przez specjalną dyszę u wylotu pieca, gdzie następuje zapłon i spalanie się węgla. Gorące spaliny przemieszczają się wzdłuż pieca i ochładzają się, nagrzewając przesuwający się w przeciwną stronę wsad. Najwyższą temperaturę osiąga się w najniższej części pieca.
Z chwilą wprowadzenia do pieca, surowiec dostaje się do strefy suszenia. Strefa ta obejmuje około 24% długości pieca. Temperatura surowca w tej strefie nie przekracza 100 °C. 
Po usunięciu wody, materiał w postaci suchych granul przechodzi do strefy podgrzewania, gdzie na przestrzeni obejmującej około 40% długości pieca ulega ogrzaniu do ok. 700 °C. W strefie tej odbywa się także rozkład materiałów ilastych (500°-600 °C) przebiegający z wydzieleniem wody związanej chemicznie. Temperatura ok. 700 °C powoduje endotermiczny rozkład węglanu wapniowego z jednoczesnym powstaniem związków tlenku wapnia z powstałymi przy rozpadzie gliny tlenkami kwasowymi. 
Procesy te rozpoczynają się z chwilą wejścia materiału do strefy rozkładu węglanów obejmującej 28-30% długości pieca i zwanej często strefą kalcynacji. Wydzielający się dwutlenek węgla dołącza do gazów spalinowych. W środkowej części tej strefy zawartość wolnego tlenku wapnia (CaO) osiąga maksimum i następnie maleje, choć przy końcu strefy jeszcze jego pewna ilość pozostaje. Koniec strefy kalcynacji przypada na temperaturę materiału nieco ponad 1200 °C, w której zaczyna pojawiać się faza ciekła. Od tego momentu zaczyna się faza spiekania. Pojawienie się fazy ciekłej powoduje szybką reakcję pozostałego tlenku wapnia (CaO) i szybkie ukształtowanie się ostatecznego składu "sfazowanego" klinkieru. 
Strefa spiekania jest krótka i obejmuje zaledwie 9-10% długości pieca. W jej obrębie temperatura najpierw wzrasta z 1250 °C do 1450 °C, a następnie maleje do 1200 °C. Ze strefy spiekania klinkier o temperaturze 1000 °C - 1200 °C przechodzi do urządzeń chłodzących, dzięki którym jego temperatura zostaje obniżona do ok. 100 °C.
W dobie wzmożonej dbałości o ochronę środowiska naturalnego, piece obrotowe są coraz częściej używane do spalania tzw. paliw alternatywnych. Popiół powstały po spaleniu takiego paliwa reaguje z wypalanym materiałem i wchodzi w skład klinkieru cementowego sprawiając tym samym, że ww. proces jest bezodpadowy.